# Havelock (kleding)

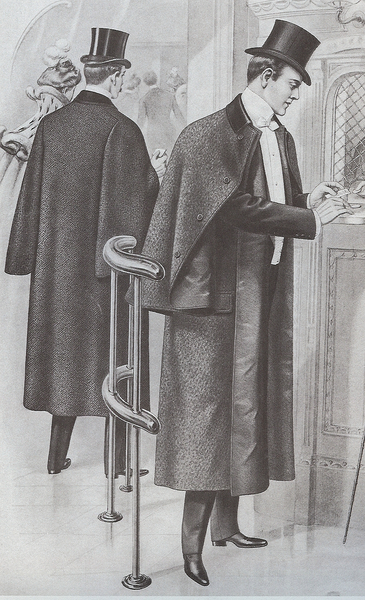
Heren in havelock

De havelock was in de 19e eeuw en begin 20e eeuw een wijdverbreid herenkledingstuk. Het was een mantel die over de schouders gehangen werd en die ondanks armsgaten geen mouwen had. Onder de kraag was een pelerine bevestigd die de bovenarmen bedekte. Het voordeel hiervan was dat het enerzijds de functie behield als bescherming tegen het weer, terwijl het anderzijds de bewegingsvrijheid van de armen niet beperkte. Dit was van belang in een tijd dat men zich in een noodgeval nog met sabel en degen moest kunnen verdedigen.
Begin 21e eeuw bestaat de havelock nog in aangepaste versie, die langer is met omlaagvallende zijrevers die dieper liggen dan de kraaginzet. Het heeft een afgedekte knopenboord en een overslag op de mantelzakken als aanvulling van het rokkostuum of de smoking.
De naam van de havelock stamt van de Britse generaal Henry Havelock (1795-1857).